# 群馬県道105号総社石倉線
群馬県道105号総社石倉線（ぐんまけんどう 105ごう そうじゃいしくらせん）は群馬県前橋市総社町総社から同市石倉町に至る一般県道である。

## 概要
利根川右岸に沿って走る短い路線で、起点から大渡町交差点までが2車線、その先終点までが4車線となっている。
日中は交通量が多いが、特に渋滞することなく走行することができる。

### 路線データ
- 起点：前橋市総社町総社字給人町屋敷1069番[1]（群馬県道6号前橋箕郷線交点〈大渡橋西詰交差点〉）
- 終点：前橋市石倉町三丁目 （国道17号交点〈石倉三丁目交差点〉）[注釈 1]

## 歴史
- 1959年（昭和34年）9月18日：群馬県より現・道路法に基づき、県道総社石倉線（前橋市総社町総社 - 同市石倉町、整理番号163〉が路線認定される[2]。
  - 同日、前身路線にあたる県道高崎総社線（高崎市 - 前橋市総社町総社、整理番号102）が路線廃止される[3]。

## 地理

### 通過する自治体
- 前橋市

### 交差する道路
- 群馬県道6号前橋箕郷線 - 起点
- 群馬県道10号前橋安中富岡線 - 同市大渡町1 （大渡町交差点）
- 国道17号 および 群馬県道12号前橋高崎線 - 終点